# Bernice Petkere
Bernice Petkere (11 août 1901 – 7 janvier 2000) est une auteure-compositrice américaine. Elle est surnommée « la reine de Tin Pan Alley » par Irving Berlin.

## Biographie
Née à Chicago dans l'Illinois aux États-Unis, elle commence à se produire dans des vaudevilles dès son enfance. Starlight' (Help Me Find The One I Love) (1931), sa première chanson publiée, est enregistrée par Bing Crosby.  Elle écrit également des thèmes radiophoniques pour CBS. Elle chante aussi Lullaby of the Leaves (en), The Lady I Love, Close Your Eyes (en) (1933), My River Home, By a Rippling Stream, Stay Out of My Dreams, A Mile a Minute et It's All So New to Me, qui est présentée dans le film de Joan Crawford La Féerie de la glace (The Ice Follies of 1939, sorti en 1939).
Petkere est membre de l'ASCAP et de la Writers Guild of America. Ses chansons sont enregistrées par Kurt Elling, Tony Bennett, Doris Day, Peggy Lee, Nancy Wilson, Ella Fitzgerald, Queen Latifah, Vic Damone, Betty Carter, Harry "Sweets" Edison et Eddie "Lockjaw" Davis (ensemble, dans une version instrumentale), Herb Ellis et Remo Palmier (en) (ensemble, dans une version instrumentale), Harry Belafonte, The Ventures ainsi que Kate Smith.
Bernice Petkere est morte à Los Angeles, en Californie, à l'âge de 98 ans,,.